# Yamaha PSR-serie

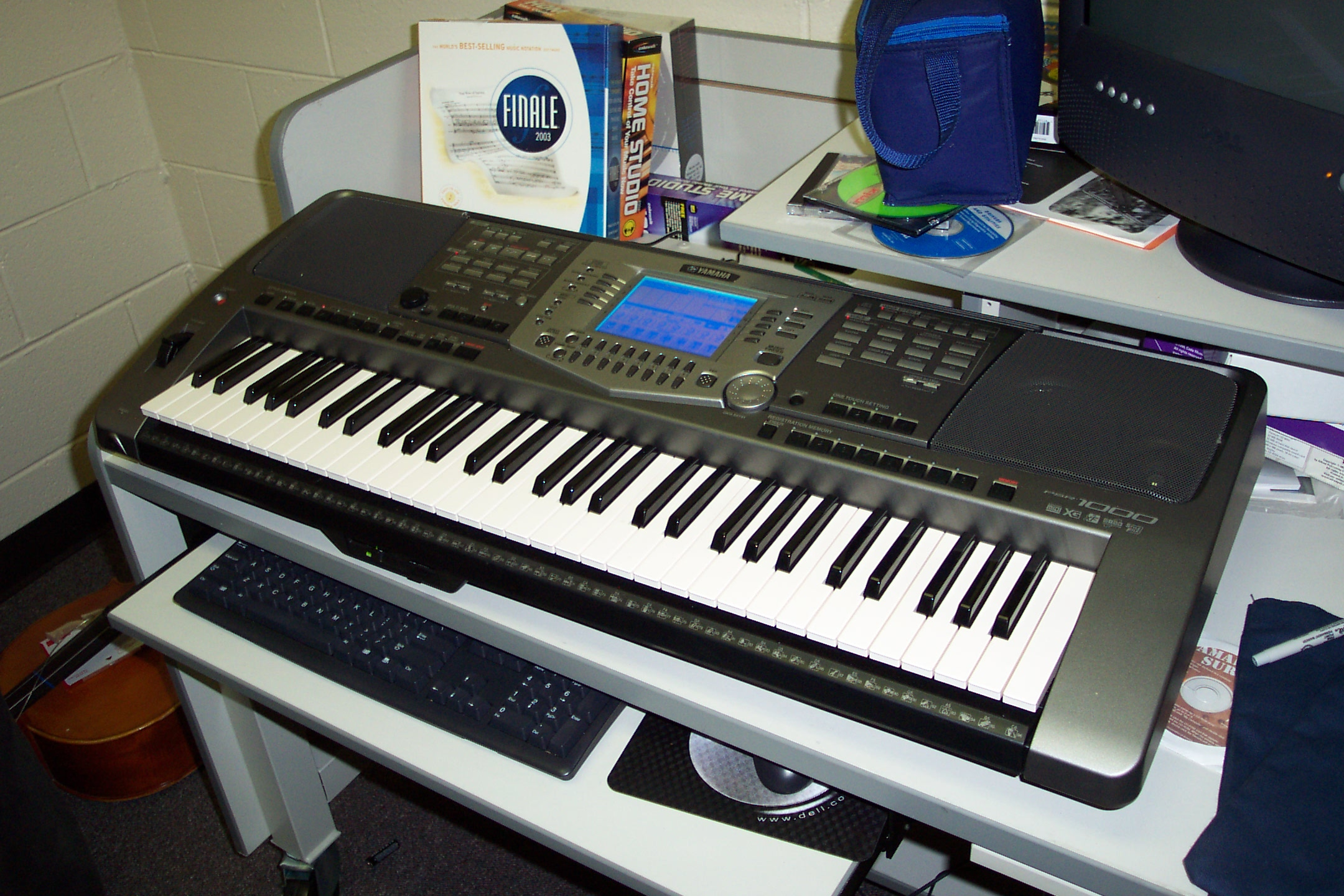
Yamaha PSR-1000

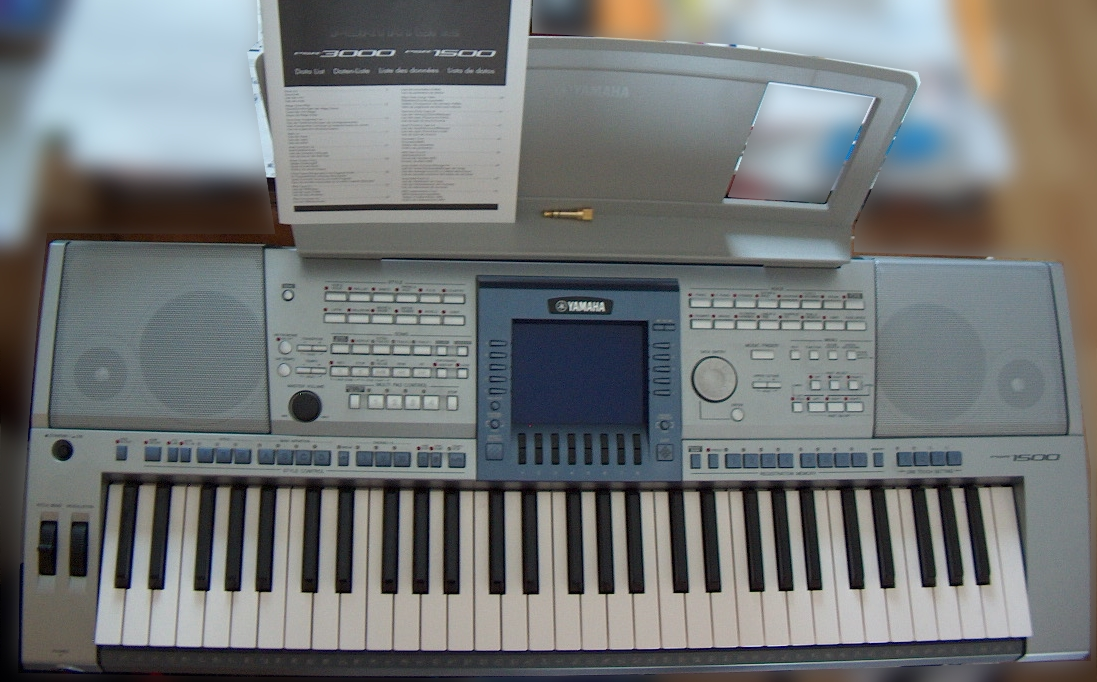
Yamaha PSR-1500

De Yamaha PSR-serie is een serie begeleidingskeyboards die door Yamaha vanaf 1984 wordt geproduceerd. Vergelijkbare keyboards uit dezelfde klasse zijn de Roland E-serie, de Technics SX-serie en de GEM WK-serie.

## Beschrijving
De PSR-serie (PortaSound Regular) is een doorontwikkeling van de PS-serie (PortaSound) en strekt zich uit van instapmodellen tot hoogwaardige keyboards. Zo bevatten de eenvoudigste modellen geen display, gevolgd door modellen met meer klanken en een eenvoudig lcd-scherm, tot keyboards met uitgebreide muziekstijlen en displays met gedetailleerde informatie over klanken.
De displays waren aanvankelijk monochroom en werden in latere modellen volledig in kleur. Aansluiting voor een beeldscherm behoorde tot de duurdere modellen. Met de PSR-320 werd voor het eerst een interactief display geïntroduceerd, dat afhankelijk van de gekozen selectie verschillende informatie toont.
De keyboards kregen automatische muziekbegeleidingen en ingebouwde luidsprekers. In duurdere modellen is het mogelijk om zelf begeleidingen te creëren en op te nemen.
Yamaha concurreerde in de jaren 90 met onder meer de Roland E-serie keyboards. Latere generaties werden voorzien van Yamaha XG, een uitbreiding op het General MIDI-protocol dat voorziet in bijvoorbeeld meer klanken.
Moderne PSR-keyboards zijn gebaseerd op digitale samplingtechnologie. Om mee te lopen in de ontwikkelingen en de verkoop van keyboards in de hogere prijsklasse te versterken, ging Yamaha gelijktijdig de Tyros-serie ontwikkelen. De Tyros is de opvolger van de PSR-9000 uit 1999 en werd door Yamaha op 1 mei 2002 geïntroduceerd.

## Modellen
- PSR-2 (1990)
- PSR-6 (1989)
- PSR-19 (1990)
- PSR-75 (1992)
- PSR-110 (1993)
- PSR-125 (2002)
- PSR-170 (2001)
- PSR-180 (1994)
- PSR-200 (1991)
- PSR-230 (1996)
- PSR-260 (2000)
- PSR-273 (2003)
- PSR-280 (2001)
- PSR-295 (2004)
- PSR-320 (1995)
- PSR-400 (1991)
- PSR-450 (2003)
- PSR-500 (1991)
- PSR-730 (1997)
- PSR-740 (1999)
- PSR-1000 (2001)
- PSR-1500 (2004)
- PSR-2000 (2001)
- PSR-2100 (2002)
- PSR-3000 (2004)
- PSR-5700 (1992)
- PSR-8000 (1997)
- PSR-9000 (1999)
- PSR-F51 (2016)

### E-serie
- PSR-E203 (2004)
- PSR-E263 (2016)
- PSR-E273 (2020)
- PSR-E303 (2004)
- PSR-E353 (2014)
- PSR-E363 (2016)
- PSR-E373 (2020)
- PSR-E433 (2011)
- PSR-E443 (2013)
- PSR-E453 (2015)
- PSR-E463 (2017)
- PSR-EW310 (2020)
- PSR-EW410 (2017)

### S-serie
- PSR-S500 (2006)
- PSR-S650 (2010)
- PSR-S670 (2015)
- PSR-S700 (2006)
- PSR-S750 (2012)
- PSR-S770 (2015)
- PSR-S775 (2018)
- PSR-S900 (2006)
- PSR-S910 (2009)
- PSR-S950 (2012)
- PSR-S970 (2015)
- PSR-S975 (2018)

SX-serie
- PSR-SX600 (2020)
- PSR-SX700 (2019)
- PSR-SX900 (2019)

### Oriental-versies
- PSR-A300 (2005)
- PSR-A350 (2016)
- PSR-A1000 (2002)
- PSR-A2000 (2012)
- PSR-A3000 (2016)
- PSR-A5000 (2021)